# Francis Sowerby Macaulay
Francis Sowerby Macaulay   (Witney, 11 de febrer de 1862 - Cambridge, 9 de febrer de 1937) va ser un matemàtic anglès.

## Vida i Obra
Fill d'un pastor metodista, Macaulay va estudiar a la Kingswood School de Bath. El 1879 va ingressar al St John's College de la universitat de Cambridge en el qual es va graduar el 1882, essent el vuitè en els exàmens de matemàtiques. Els dos anys següents va ser professor a la seva antiga escola i des de 1885 fins 1911 va ser professor de matemàtiques de la St. Paul's School de Londres. Després de la guerra, se'n va anar a viure a Cambridge on es va casar el 1923 i va morir el 1937.
En el St. Paul's, un institut de secundària, va desenvolupar una tasca docent de caràcter quasi universitari, aconseguint que més de quaranta dels seus deixebles entressin a Cambridge amb beca i quatre de ells acabessin com first wrangler. Entre els seus deixebles destaca John Edensor Littlewood.
A més de la seva labor docent, Macaulay també es va dedicar a la investigació. El 1895 va publicar un llibre sobre les còniques geomètriques i, a partir de 1900, es va dedicar a la recerca en el camp dels ideals, que ell anomenava sistemes modulars, tema sobre el que va publicar un influent tractat el 1916: The Algebraic Theory of Modular Systems. A ell, juntament amb Emanuel Lasker i Max Noether, es deuen els primers teoremes importants sobre la descomposició primària. A més, va publicar més de vint articles científics en revistes de matemàtiques.